# Хангарул
Хангару́л — река в Тункинском районе Бурятии, правый приток Харбарты, бассейн Иркута. В некоторых источниках и географических картах Хангарул отмечен как правый приток реки Зун-Мурэн, а Харбарта считается левым притоком Хангарула.

## Общие сведения
Длина реки — 62 км. Берёт начало в горном узле на стыке водораздельного хребта Хамар-Дабана и Хангарульского хребта, где находятся также истоки Снежной, Цакирки и Сангины, относительно крупных рек региона. Река течёт в северо-западном направлении по межгорной долине, разделяющей водораздельный гребень Хамар-Дабана и Хангарульский хребет. Впадает справа в реку Харбарту в 8 км от места впадения последней в Зун-Мурэн.
Река популярна среди водных туристов. При среднем уровне воды сложность препятствий на реке не превышает IV категорию сложности.